# Am Wasserhäuschen
Am Wasserhäuschen ist ein Gemeindeteil des Marktes Markt Einersheim im unterfränkischen Landkreis Kitzingen. Am Wasserhäuschen liegt in der Gemarkung Markt Einersheim.

## Geografische Lage
Die Einöde liegt im Südwesten des Marktes Einersheimer Gemeindegebiets am Moorseebach. Im Norden befindet sich der ehemalige Bahnhof Markt Einersheim, die Bahnstrecke Fürth–Würzburg verläuft unmittelbar am Wasserhäuschen vorbei. Westlich liegt der Einersheimer Gemeindeteil Am Kühbuck. Südlich, getrennt durch den Schäfersberg, beginnt die Gemarkung von Mönchsondheim, Teil der Stadt Iphofen. Im Südwesten schließt sich die Schwarzmühle an das Wasserhäuschen an. Neben dem Wasserhäuschen befindet sich das Freibad des Marktes Einersheim. In unmittelbarer Umgebung entspringt das Linsenbrünnlein neben dem Moorseebach. Durch den Gemeindeteil verläuft der Fränkische Marienweg.

## Geschichte
Das Wasserhäuschen entstand im Jahr 1865, als man ein sogenanntes Motorpumphaus unterhalb der Bahnbrücke errichtete. Markt Einersheim hatte Probleme mit der Wasserversorgung, weil die Gemeinde im sogenannten Grundgips liegt. In einem Bericht aus dem Jahr 1890 sind zwei Wasserpumpen im Wasserhäuschen genannt, die von einem oberschlächtigen Rad angetrieben wurden. Im Bericht heißt es: „Ein einfacheres und verhältnismäßig billigeres Wasserwerk dürfte in der neueren Zeit kaum errichtet worden sein“.
Von dort aus wurde das sogenannte Kochwasser mittels der Pumpen zum Marktplatz von Einersheim transportiert, wo es in einem Reservoir gesammelt und von der Bevölkerung geholt werden konnte. Das Wasserhäuschen wurde als Vorbild von anderen Pumpwerken imitiert. Im Jahr 1937 entstand das Freibad neben dem Häuschen. 1950 verlegte man das Wasserhäuschen an die heutige Stelle, 1963 wurde das Bad in eine Kläranlage umgewandelt und in der Nachbarschaft ein neues Schwimmbad errichtet. 1953/1954 büßte das Wasserhäuschen seine ursprüngliche Funktion ein, als Markt Einersheim an die Fernwasserversorgung angeschlossen wurde.

### Einwohnerentwicklung
| Jahr        | 001970 | 001987 |
| Einwohner   | 4      | 5      |
| Wohngebäude |        | 1      |
| Quelle      | [ 7 ]  | [ 1 ]  |